# 吉川経兼
吉川 経兼（きっかわ つねかね）は、南北朝時代初期の武士。石見吉川氏3代当主。

## 生涯
時の安芸吉川氏当主吉川経盛の従兄弟にあたる。南北朝の騒乱において、母方の実家である三隅氏との関係から経兼は宗家の経盛には従わず、子の経見と共に南朝方に味方した。正平4年/貞和5年（1349年）、母の良海尼と兄経任が対立すると、母に味方して経任を追い落とし、家督を相続した。
正平5年/貞和6年・観応元年（1350年）から始まる観応の擾乱でも足利直義方に味方し、足利尊氏方に従う宗家の経盛とは袂を分かった。足利直冬の部将・今川頼貞の命令を受けた経兼・経見父子は、安芸国や長門国で勇名を馳せ、正平13年/延文3年（1358年）に南朝の後村上天皇から駿河権守に任じられている。
正平23年/貞治7年、応安元年（1368年）には足利直冬から大朝新荘の地頭職を得ている。後に嫡子の経見が安芸吉川宗家の家督を相続したため、石見吉川氏の所領は兄経任の子経世に与えて、石見吉川氏を相続させた。